# ZAM Africa Magazine
ZAM Africa Magazine was een Nederlands kwartaalblad over kunst en cultuur uit Afrika. Het verscheen voor het eerst in 1997 als 'Zuidelijk Afrika', een uitgave van het Nederlands instituut voor Zuidelijk Afrika (NiZA). In april 2008 werd het blad geherlanceerd als het onafhankelijke ZAM Africa Magazine. In de nieuwe formule lag de nadruk nog meer op fotografie, journalistiek, beeldende kunst en vormgeving in Afrika. Het blad verscheen tot april 2012 op kwartaalbasis. In maart 2012 verscheen een, in het Engels, laatste geprinte uitgave van ZAM Magazine (vol.16, issue 1). De in december 2007 opgerichte Stichting ZAM-net was ook uitgever van het geprinte tijdschrift ZAM Magazine.
Het bestuur van Stichting ZAM-net wordt voorgezeten door Lodewijk de Waal, oud-voorzitter van de FNV en directeur van Humanitas. Freelance-journalist Bart Luirink, woonachtig in Johannesburg, is sinds 2004 hoofdredacteur; freelance-fotografe Nicole Segers is sinds de oprichting aan het tijdschrift verbonden, in de afgelopen jaren als artdirector. 
In juni 2013 verscheen de eerste ZAM Chronicle, de opvolger van ZAM Magazine. Het is een maandelijkse online magazine dat ook uitgegeven wordt door Stichting ZAM-net. De ZAM Chronicle brengt onder andere verhalen van Afrikaanse (onderzoeks-) journalisten, hedendaagse fotografie. 